# 小栗有以
小栗有以（日语：／ Oguri Yui，2001年12月26日—）是日本偶像藝人，為女子偶像團體AKB48成員，曾擔任Team 8東京都代表，也是時尚雜誌《LOVE berry》專屬模特兒與《LARME》常規模特兒。東京都出身，所屬經紀公司為Zest。

## 個人略歷
2014年，通過「AKB48 Team 8 全國同步徵選」，成為AKB48 Team 8的東京都代表。
2016年7月17日至8月14日，同團成員加藤玲奈舉行了第二屆「玲奈七總選舉」（れなっち総選挙），該活動是仿效AKB48著名的「選拔總選舉」，由加藤選出自己喜歡的AKB48集團成員並予以排名；小栗在該活動中奪得第一，與其他進入該活動選拔名單的成員們，以「Renatchies」名義演唱歌曲《快樂結局》（收錄於AKB48第46張單曲《High Tension》），並在該曲擔任Center（中心成員），同時拍攝以該活動選拔名單為對象的寫真集《AKB48玲奈七總選舉選拔寫真集 16colors》。同年9月15日，AKB48發布第46張單曲的選拔名單，小栗首度成為AKB48單曲的選拔成員。同年9月19日，擔任東京都中央區中央警察署的「一日警察署長」。同年12月20日發售的時尚雜誌《LOVE berry》復刊第5號中，獲得起用為該雜誌的專屬模特兒。
2017年1月14日在東京巨蛋城表演廳舉行首次個人單獨演唱會「新春！Team 8祭典 ～小栗有以之亂～」（新春!チーム8祭り〜小栗有以の乱〜）。同年6月17日，在該日開票的AKB48第49張單曲選拔總選舉獲得第51名（Future Girl組），首次進入選拔總選舉榜內。
2018年2月15日，在個人SHOWROOM頻道上宣布獲得時尚雜誌《LARME》起用為常規模特兒。3月19日，AKB48在官方SHOWROOM之直播中公布第52張單曲的選拔成員名單，小栗獲選擔任Center，為其第一次同時是初次擔任成為AKB48單曲A面曲《Teacher Teacher》的Center。也是首次由Team 8成員擔當單曲選拔center。6月16日舉行的AKB48第53張單曲世界選拔總選舉，以31,359票獲得第25名。
2019年12月31日，首次登上紅白歌合戰舞台，並擔任演出歌曲Center。
2021年1月18日，移籍經紀公司至Zest，該公司同時也是AKB48姐妹團SKE48的營運單位。
2022年1月18日，首本寫真集『君と出逢った日から』（小學館）發售。1月30日，AKB48官方公告，小栗出現發燒症狀，在醫療院所接受PCR檢測後確診為感染嚴重特殊傳染性肺炎（COVID-19），並取消出席參與原定於2月舉辦的「AKB48新年演唱會2022」。10月7日，在「MX祭!AKB48 60th Single《久違的Lip Gloss》發售記念演唱會in武道館2022～Revenge!新 Team披露目演唱會～」中發表，Team 8將於2023年4月舉行「Team 8演唱會」以及於AKB48劇場舉行的「Team 8 9周年公演」後，活動休止。而Team 8成員將改為專任原先兼任的隊伍繼續活動。
2023年4月6日，於AKB48劇場舉行「Team 8結成9周年記念特別公演」。4月30日，於橫浜・Pia Arena MM舉行「AKB48 Team 8 春的總決算祭 9年間的奇蹟」。於此活動後， Team 8活動休止。5月1日，隨著Team 8的休止，開始專任Team B。
擔任AKB48第62張單曲《如果不是偶像的話》的Center。該單曲於2023年7月28日發行，此次為小栗繼2018年發行的第52張單曲《Teacher Teacher》後，第二次擔任單曲A面曲Center。
2025年3月2日參加2025東京馬拉松上首次挑戰全程馬拉松，以5小時30分46秒，排名6436的成績完賽。這是她首度參與馬拉松的賽事。
5月31日官方正式宣布擔任第66張單曲暨20週年紀念單曲《Oh my pumpkin!》的Center，預計於2025年8月13日發行。此次為小栗繼2023年發行的第62張單曲《如果不是偶像的話》後，第三次擔任單曲A面曲Center。

## 人物
AKB48 Team 8的人氣成員之一，並有著「2萬年一遇的美少女」（2万年に1人の美少女）的稱號。
2016年起，逐漸獲得許多以個人名義的演出、以及代表AKB48演出的機會，在各種攝影與節目收錄中，感受到自己背負「Team 8」這個招牌的意識。
在2017年11月舉行的渡邊麻友畢業演唱會上獲得指名，成為即將自AKB48畢業的渡邊的「正統偶像」（王道アイドル）身分後繼者。
暱稱是「YuiYui」（ゆいゆい）；在Team 8的場合又會被稱為「Marron醬」（マロンちゃん；Marron在日語指栗），此暱稱是在參與錄製《AKB48的你是誰？》時所命名。
首次挑戰馬拉松時，小栗表示雖然完全沒有這方面的經驗，但就希望讓人知道「AKB 有個孩子正在努力」的信念去挑戰。賽後在社文平台表示：「一路上多虧大家的支持，我才能安全完成比賽！真的太開心了！」
日常生活中是左撇子。

## 演唱歌曲
標註「★」符號者，表示該首歌曲有拍攝MV。

### 單曲選拔樂曲
AKB48
|      | 發行日期       | 單曲名稱             | 參與歌曲名稱         | 名義            | 收錄於   | MV | 備註                     |
| ---- | -------------- | -------------------- | -------------------- | --------------- | -------- | -- | ------------------------ |
| 37th | 2014年08月27日 | 心意告示牌           | 去47個美麗城市       | Team 8          | 劇場盤   | ★  |                          |
| 38th | 2014年11月26日 | 希望無限             | 制服的翅膀           | Team 8          | Type D   | ★  |                          |
| 39th | 2015年03月04日 | Green Flash          | 從打招呼開始         | Team 8          | Type H   | ★  |                          |
| 42nd | 2015年12月09日 | 紅唇Be My Baby       | 搗蛋鬼小蝗蟲         | Team 8          | Type C   | ★  |                          |
| 44th | 2016年06月01日 | 不需要翅膀           | 通往夢想的路         | Team 8          | Type C   | ★  |                          |
| 46th | 2016年11月16日 | High Tension         | High Tension         |                 | 全版本   | ★  | A面曲 首次進入選拔組     |
| 46th | 2016年11月16日 | High Tension         | 快樂結局             | Renatchies      | Type B   | ★  | 首次擔任Center           |
| 46th | 2016年11月16日 | High Tension         | 將星空獻給你         | Team 8 EAST     | Type C   | ★  | 雙Center（與坂口渚沙）   |
| 47th | 2017年03月15日 | Shoot Sign           | Shoot Sign           |                 | 全版本   | ★  | A面曲                    |
| 47th | 2017年03月15日 | Shoot Sign           | 意外發生中           | AKB48 U-19選拔  | Type D·E | ★  |                          |
| 47th | 2017年03月15日 | Shoot Sign           | 你最愛的 是誰？      | 坂道AKB         | Type E   | ★  |                          |
| 48th | 2017年05月31日 | 空有願望             | 空有願望             |                 | 全版本   | ★  | A面曲                    |
| 48th | 2017年05月31日 | 空有願望             | 前兆                 |                 | Type A   | ★  |                          |
| 50th | 2017年11月22日 | 11月的腳鏈           | 11月的腳鏈           |                 | 全版本   | ★  | A面曲                    |
| 50th | 2017年11月22日 | 11月的腳鏈           | 熱愛人生！           | Team 8          | Type B   | ★  | 雙Center（與倉野尾成美） |
| 50th | 2017年11月22日 | 11月的腳鏈           | 法定速度與優越感     | U-17選拔        | Type E   | ★  | Center                   |
| 51st | 2018年03月14日 | Ja-Ba-Ja             | Ja-Ba-Ja             |                 | 全版本   | ★  | A面曲                    |
| 51st | 2018年03月14日 | Ja-Ba-Ja             | Position             | AKB48新生代選拔 | Type D·E | ★  |                          |
| 51st | 2018年03月14日 | Ja-Ba-Ja             | 無國境時代           | 坂道AKB         | Type E   | ★  |                          |
| 52nd | 2018年05月30日 | Teacher Teacher      | Teacher Teacher      |                 | 全版本   | ★  | A面曲 首次擔任單曲Center |
| 52nd | 2018年05月30日 | Teacher Teacher      | 浪漫準備中           | Team A          | Type A   | ★  | Center                   |
| 52nd | 2018年05月30日 | Teacher Teacher      | 蜂巢Dance            | Team 8          | 劇場盤   |    |                          |
| 53rd | 2018年09月19日 | 感傷列車             | 涼鞋成就不了的愛情   | Under Girls     | 全版本   | ★  |                          |
| 53rd | 2018年09月19日 | 感傷列車             | 百合會盛開嗎？       |                 | 劇場盤   | ★  | Center                   |
| 54th | 2018年11月28日 | NO WAY MAN           | NO WAY MAN           |                 | 全版本   | ★  | A面曲                    |
| 54th | 2018年11月28日 | NO WAY MAN           | 通往夢的程序         | AiKaBu選拔      | Type E   | ★  |                          |
| 55th | 2019年03月13日 | 回憶上心頭DAYS       | 回憶上心頭DAYS       |                 | 全版本   | ★  | A面曲                    |
| 55th | 2019年03月13日 | 回憶上心頭DAYS       | 初戀之門             | 坂道AKB         | Type B   | ★  |                          |
| 55th | 2019年03月13日 | 回憶上心頭DAYS       | 必然性               | IZ4648          | Type C   |    |                          |
| 56th | 2019年09月18日 | 持續愛你             | 持續愛你             |                 | 全版本   | ★  | A面曲                    |
| 56th | 2019年09月18日 | 持續愛你             | 喜歡你 喜歡你 喜歡你 | Team 8          | Type A   | ★  | Center                   |
| 57th | 2020年03月18日 | 感謝失戀             | 感謝失戀             |                 | 全版本   | ★  | A面曲                    |
| 58th | 2021年09月29日 | 一切都成Rumor        | 一切都成Rumor        |                 | 全版本   | ★  | A面曲                    |
| 59th | 2022年05月18日 | 是前男友             | 是前男友             |                 | 全版本   | ★  | A面曲                    |
| 60th | 2022年10月19日 | 久違的Lip Gloss      | 久違的Lip Gloss      |                 | 全版本   | ★  | A面曲                    |
| 60th | 2022年10月19日 | 久違的Lip Gloss      | Sugar night          | SHOWROOM選拔    | 全版本   | ★  |                          |
| 60th | 2022年10月19日 | 久違的Lip Gloss      | 任性元宇宙           | AKB48 SURREAL   | Type B   |    |                          |
| 61st | 2023年04月26日 | 無論如何都喜歡你     | 無論如何都喜歡你     |                 | 全版本   | ★  | A面曲                    |
| 61st | 2023年04月26日 | 無論如何都喜歡你     | 並非永別             | Team 8          | Type-A   |    | 雙Center（與倉野尾成美） |
| 61st | 2023年04月26日 | 無論如何都喜歡你     | Wonderland           | AKB48 SURREAL   | Type-B   | ★  |                          |
| 62nd | 2023年09月27日 | 如果不是偶像的話     | 如果不是偶像的話     |                 | 全版本   | ★  | A面曲 Center             |
| 62nd | 2023年09月27日 | 如果不是偶像的話     | 全面叛逆期           | Girls' Drive    | Type-B   |    | Center                   |
| 63rd | 2024年03月13日 | 美瞳Wink             | 美瞳Wink             |                 | 全版本   | ★  | A面曲                    |
| 64th | 2024年07月17日 | 戀愛卡住了           | 戀愛卡住了           |                 | 全版本   | ★  | A面曲                    |
| 65th | 2025年04月02日 | 意想不到的Confession | 意想不到的Confession |                 | 全版本   | ★  | A面曲                    |
| 65th | 2025年04月02日 | 意想不到的Confession | 櫻花花瓣2025         |                 | 全版本   |    |                          |
| 66th | 2025年08月13日 | Oh my pumpkin!       | Oh my pumpkin!       |                 | 全版本   | ★  | A面曲 Center             |

### 專輯選拔樂曲
AKB48
|      | 發行日期       | 專輯名稱                     | 參與歌曲名稱         | 名義   | 收錄於          | 備註   |
| ---- | -------------- | ---------------------------- | -------------------- | ------ | --------------- | ------ |
| 6th  | 2015年01月21日 | 這裡是羅德斯島、在這裡跳吧！ | 笨手笨腳的支持       | Team 8 | Type A          |        |
| 7th  | 2015年11月18日 | 0與1之間                     | 一輩子可以遇見多少人 | Team 8 | MILLION SINGLES |        |
| 8th  | 2017年01月25日 | 點時成菁                     | Runners High         |        | Type B          | Center |
| 9th  | 2018年01月24日 | 那個黎明，我們都知道         | 抱歉，我喜歡上你了…  |        | 劇場盤          | Center |
| 10th | 2024年12月25日 | 因為是AKB48                  | Cherry blossom       |        | 全版本          | 獨唱曲 |
| 10th | 2024年12月25日 | 因為是AKB48                  | 因為是偶像           |        | 全版本          | A面曲  |

## 個人公演
- 《新春！Team 8祭典 ～小栗有以之亂～》（新春!チーム8祭り〜小栗有以の乱〜） - 2017年1月14日，東京巨蛋城表演廳

## 媒體演出

### 電視劇
- 馬路無理學園（2018年7月25日 - 9月26日，日本電視台） - 飾演 Lily / 清水小百合（領銜主演）
- 戀愛廢話（2022年4月17日－6月19日，朝日放送電視台） - 飾 葉依麻（女主角） [29]
- 教主的女兒（2022年6月2日－，每日放送、神奈川電視台）- 飾演 黑澤美優
- 父女變變變（2022年7月27日（26日深夜） - 9月14日（13日深夜），TBS電視台）- 飾演 中山律子
- 3年VR组 （2023年3月27日，关西电视台）- 饰演 咲

### 電視節目
- AKBINGO!（日本電視台） - 不定期出演

## 書籍

### 写真集
- （2017年1月31日、徳間書店）[30][31]
- 1st写真集（2022年1月23日、小學館）[32]

### 杂志連載
- LOVE berry（日语：ラブベリー）（2016年1月 - 、徳間書店） - 专属模特（Love模）[注 4]
- LARME（2018年3月17日 - 、徳間書店） - 常规模特[34]

### 新聞連載
- 读卖中高生新聞（日语：読売中高生新聞）（2019年4月5日 - 、读卖新聞社） - 专栏（月1回）[35]

### 腳註
1. ↑  「一日○○署長」是日本的警察署、消防署、税務署等以「署」稱呼的政府機關，為了政策宣傳而特別任命的職務，利用一天的時間在該機關內服務，並向公眾宣達各種政策措施，等同於華語圈所稱的「宣傳大使」。通常由藝人、運動選手等具有一定知名度的公眾人物出任。
2. ↑  「○○年一遇的美少女」這個短語，來自被稱為「千年一遇的美少女」的偶像藝人橋本環奈，用以形容美貌或可愛程度令人驚豔的年輕女孩。通常以千或萬為單位往上遞加。
3. ↑  由於劇場盤不收錄影像，故該曲的MV在單曲發行後才拍攝，MV本身則做為特典影像收錄於AKB48第六張專輯《這裡是羅德斯島、在這裡跳吧！》。
4. ↑  自2016年12月20日发行的vol.5起成为专属[11]，但vol.1 - 4已有出演[33]。

### 文獻
1. ↑  . 小栗有以Twitter. 2022-08-20  [2022-08-20]. （原始内容存档于2022-08-20）.
2. ↑  . モデルプレス (ネットネイティブ). 2017-06-29  [2018-02-15]. （原始内容存档于2020-10-31） （日语）.
3. 1 2  . nikkansports.com (日刊スポーツ新聞社). 2018-02-15  [2018-02-15]. （原始内容存档于2020-08-07） （日语）.
4. ↑  . ORICON STYLE (oricon ME). 2014-04-03  [2017-05-20]. （原始内容存档于2017-08-25） （日语）.
5. ↑  YouTube上的（日語）
6. ↑  . モデルプレス (ネットネイティブ). 2016-09-06  [2016-12-04]. （原始内容存档于2020-11-03） （日语）.
7. ↑  . AKB48 Team 8公式ホームページ. 2016-10-31  [2016-12-01]. （原始内容存档于2018-08-10） （日语）.
8. ↑  . nikkansports.com (日刊スポーツ新聞社). 2017-01-31  [2017-02-02]. （原始内容存档于2018-08-10） （日语）.
9. ↑  . nikkansports.com (日刊スポーツ新聞社). 2016-09-15  [2016-12-01]. （原始内容存档于2016-09-16） （日语）.
10. ↑  . AKB48 Team 8公式ホームページ. 2016-09-23  [2016-12-04]. （原始内容存档于2018-08-10） （日语）.
11. 1 2  . Deview (oricon ME). 2016-12-15  [2016-12-18]. （原始内容存档于2018-06-17） （日语）.
12. ↑  . nikkansports.com (日刊スポーツ新聞社). 2017-01-14  [2017-01-14]. （原始内容存档于2018-06-17） （日语）.
. AKB48 Team 8公式ホームページ. AKS. 2016-12-19  [2017-01-14]. （原始内容存档于2018-03-03） （日语）.
13. ↑  . ORICON NEWS. oricon ME. 2017-06-17  [2018-02-05]. （原始内容存档于2021-01-13） （日语）.
14. ↑  https://mdpr.jp/music/detail/1925328
15. ↑  . ORICON NEWS (oricon ME). 2021-01-18  [2021-01-18]. （原始内容存档于2021-04-29） （日语）.
16. ↑   (PDF). ゼスト公式サイト. ゼスト. 2021-01-18  [2021-01-19]. （原始内容存档 (PDF)于2021-04-26） （日语）.
17. ↑  www.akb48.co.jp/news/detailpage/95629428
18. ↑  https://news.ntv.co.jp/category/culture/0352d339c4d6454a9cfe33e0910a4c9e
19. ↑  https://tw.sports.yahoo.com/news/harry-styles%E8%88%87%E5%A5%B3%E5%9C%98%E5%81%B6%E5%83%8F%E9%83%BD%E5%8F%83%E5%8A%A0-%E6%9D%B1%E4%BA%AC%E9%A6%AC%E6%8B%89%E6%9D%BE%E6%98%9F%E5%BA%A6%E8%B6%85%E4%B9%8E%E6%83%B3%E5%83%8F-081929402.html
20. ↑  https://www.daily.co.jp/zh-CHT/general/2025/03/02/0018706526.shtml
21. ↑  https://www.akb48.co.jp/news/detailpage/374490706
22. ↑  https://www.akb48.co.jp/news/detailpage/384001576
23. ↑  . 東スポWeb (東京スポーツ). 2016-08-10  [2016-12-04]. （原始内容存档于2019-01-08） （日语）.
24. ↑  . 朝日新聞デジタル. 朝日新聞社. 2016-02-24  [2016-12-04]. （原始内容存档于2017-02-28） （日语）.
25. ↑  白夜書房發行雜誌《BUBKA》2017年1月號39頁
26. ↑  . 東スポWEB. 東京スポーツ新聞社. 2017-11-01  [2017-11-29]. （原始内容存档于2018-09-17） （日语）.
27. ↑  . 週プレNEWS. 集英社. 2017-11-27  [2017-11-29]. （原始内容存档于2018-04-14） （日语）.
28. ↑  集英社雜誌《週刊Playboy》2017年50號192頁
29. ↑  . ORICON NEWS. oricon ME. 2022-03-25  [2022-04-24]. （原始内容存档于2022-04-25） （日语）.
30. ↑  . Smartザテレビジョン (KADOKAWA). 2017-02-03  [2017-02-04]. （原始内容存档于2019-09-14）.
31. ↑  加藤玲奈 (AKB48) ほか. LUCKMAN・佐藤佑一 , 编.  . 徳間書店. 2017-01-31: 1–176. ISBN 978-4-19-864289-1.
32. ↑  . ORICON NEWS.   [2022-05-20]. （原始内容存档于2022-05-20）.
33. ↑  . TOKYO POP LINE (添野企画). 2015-12-21  [2016-12-01]. （原始内容存档于2021-02-15）.
34. ↑  . TOKYO POP LINE (添野企画). 2018-03-17  [2018-03-21]. （原始内容存档于2021-01-17）.
35. ↑  . AKB48 Team 8公式ホームページ. AKS. 2019-04-03  [2019-05-19]. （原始内容存档于2021-02-10）.

## 外部連結
- AKB48個人介紹頁 （页面存档备份，存于） （日語）
- AKB48 Team 8個人介紹頁 （页面存档备份，存于） （日語）
- 小栗有以的X（前Twitter） （日語）
- 小栗有以的Instagram帳戶 （日語）
- 小栗 有以（AKB48 Team８）的SHOWROOM專頁 （日語）
- 小栗有以 （页面存档备份，存于） 在755的頁面 （日語）
- 小栗有以© - LOVE berry
- 小栗 有以（おぐり ゆい） - LARME MAGAZINE